# Vejgyelevkai járás

A Vejgyelevkai járás a Belgorodi területen

A Vejgyelevkai járás (oroszul Вейделевский район) Oroszország egyik járása a Belgorodi területen. Székhelye Vejgyelevka.

## Népesség
- 1989-ben 24 108 lakosa volt.
- 2002-ben 24 555 lakosa volt.
- 2010-ben 21 670 lakosa volt.